# NGC 5662
NGC 5662 (również OCL 928 lub ESO 175-SC10) – gromada otwarta znajdująca się w gwiazdozbiorze Centaura. Odkrył ją Nicolas Louis de Lacaille w 1751 roku. Jest położona w odległości ok. 2,2 tys. lat świetlnych od Słońca.